# Közönséges aranyeső
A közönséges aranyeső avagy közönséges sárgaakác (Laburnum anagyroides) a hüvelyesek (Fabales) rendjébe, ezen belül a pillangósvirágúak (Fabaceae) családjába tartozó faj. Kerti növényként általában a Laburnum nemzetség másik fajával, a havasi aranyesővel alkotott hibridjét, a hosszúfürtű aranyesőt (Laburnum × watereri) ültetik. Minden része erősen mérgező.

## Előfordulása
A közönséges aranyeső elterjedési területe Közép- és Dél-Európa hegységei Kelet-Franciaországtól a Balkánig. Magyarországon a Dunántúlon vadon is előfordul.

## Megjelenése
Az aranyeső 5–7 méter magas, felálló ágú bokor vagy kis fa, keskeny, szabálytalan koronával. Kérge sima, zöldesbarna. Ágai eleinte felállók, később gyakran lehajlanak, szürkészöldek, ezüstös szőrűek. Hármas összetett levelei szórt állásúak, a rövid hajtásokon csomósan helyezkednek el, nyelük 2–7 centiméter, selymesen szőrös. A levélkék elliptikusak vagy fordított tojás alakúak, 15–80 milliméter hosszúak és 15–30 milliméter szélesek, csúcsuk tompa vagy lekerekített, rövid szálkahegyben végződik, felül sötétzöldek, kopaszok, fonákjuk szürkészöld, rásimuló szőrű. Virágai világossárgák, 15–18 milliméter szélesek, 10–20 centiméteres lecsüngő fürtökben fejlődnek. A virágzási ideje április–május között van. Magja nagyon mérgező.

## Életmódja
Az aranyeső napfényes erdők, sziklás és köves lejtők lakója. A napos helyeket és a száraz, meszes, tápanyagban gazdag vályog- és törmeléktalajokat kedveli. A síkságoktól a hegyvidékekig megtalálható.

## Felhasználása
Dísznövényként ritkán előforduló fajtái:
- ‘Aureum’ – sárga levelű,
- ‘Quercifolium’ – levélkéi 3-5 karéjúak, lekerekedők.

Gyakrabban ültetett hibridje a hosszúfürtű aranyeső (Laburnum × watereri).

## Képek

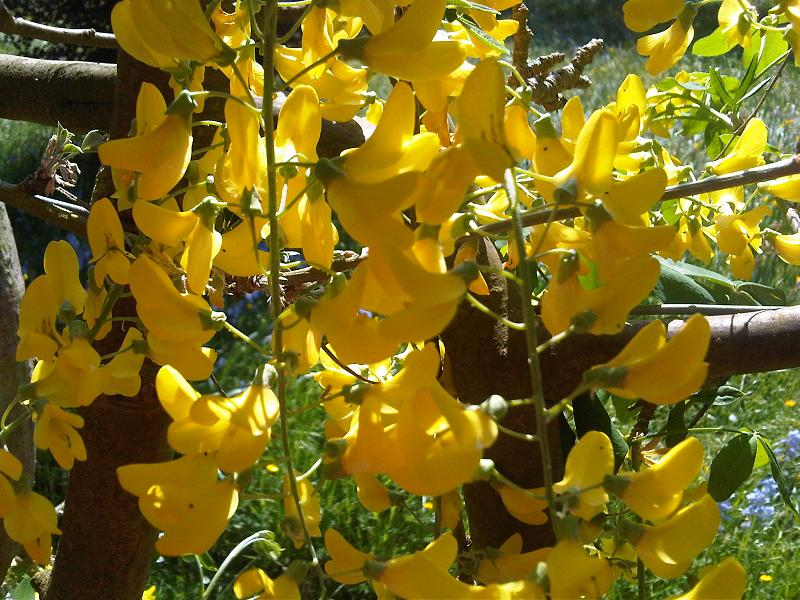
Virágok közelről
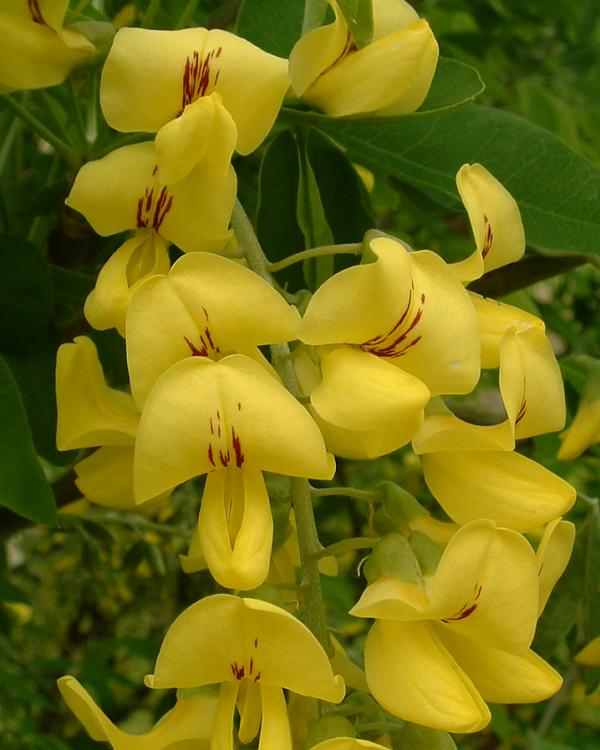
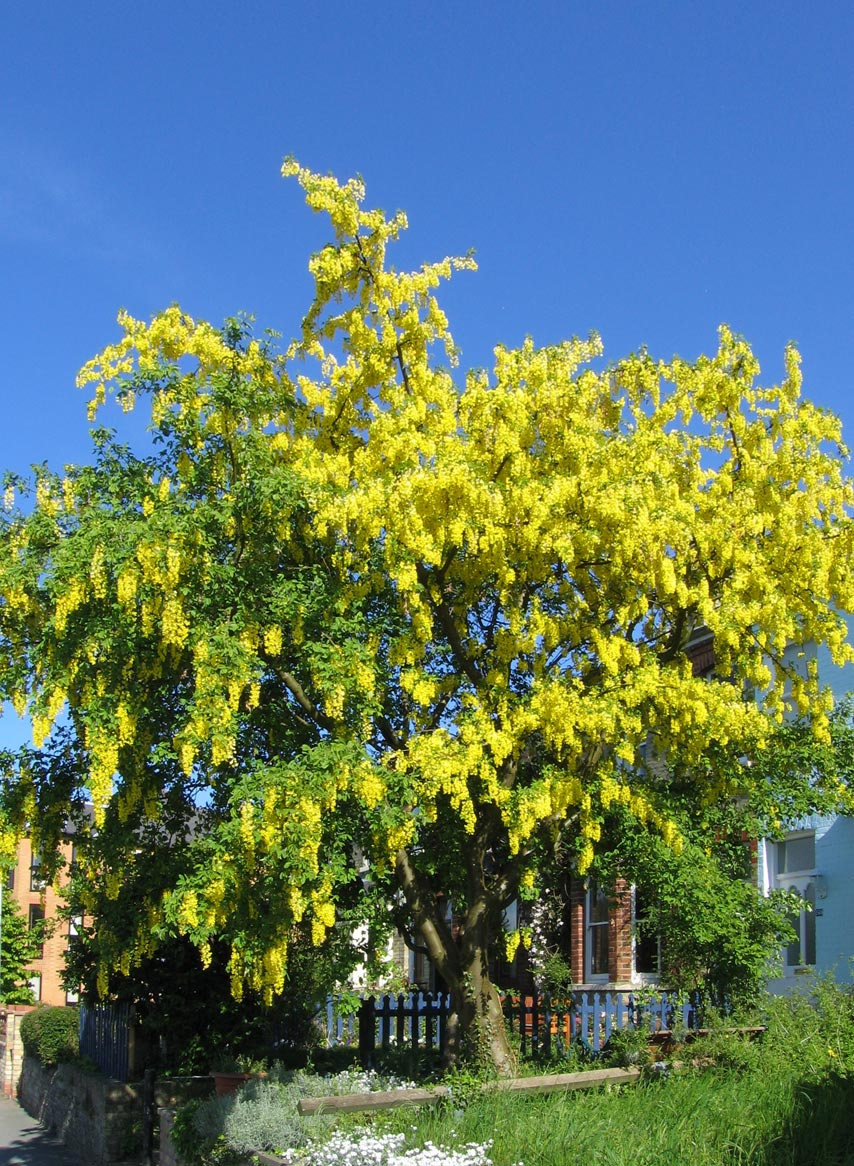
Virágzó faméretű
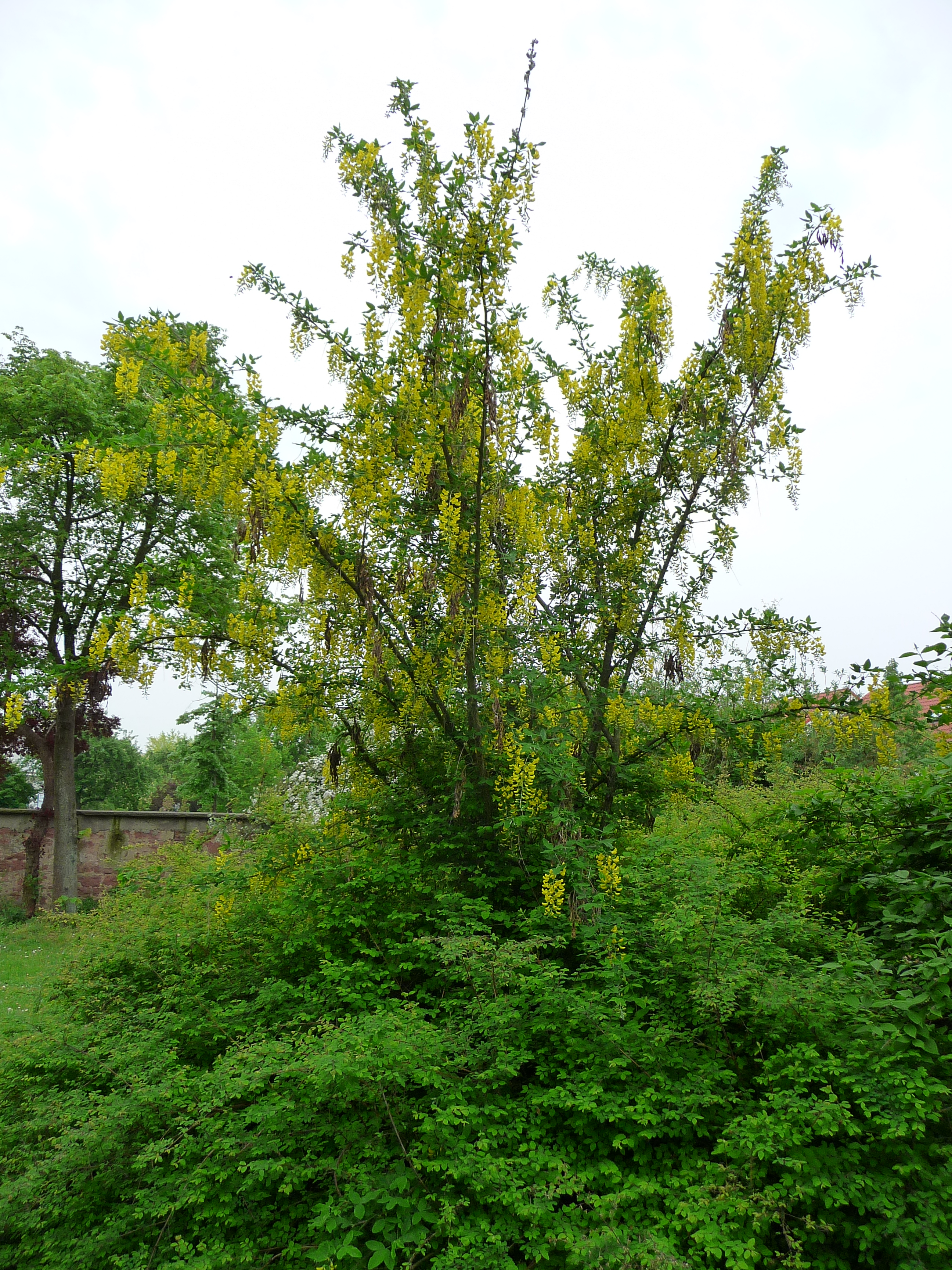
példányok
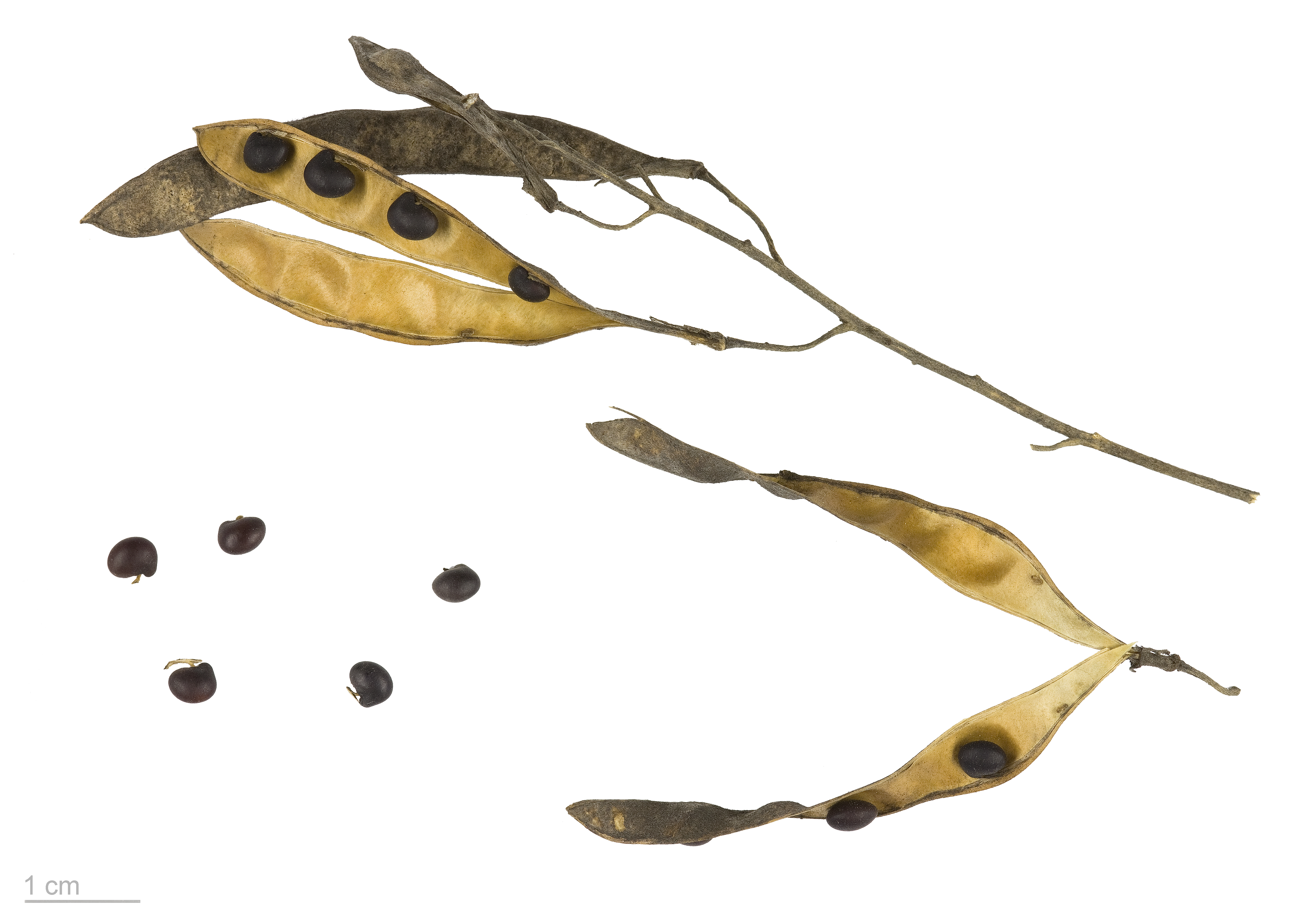
Termései és magjai
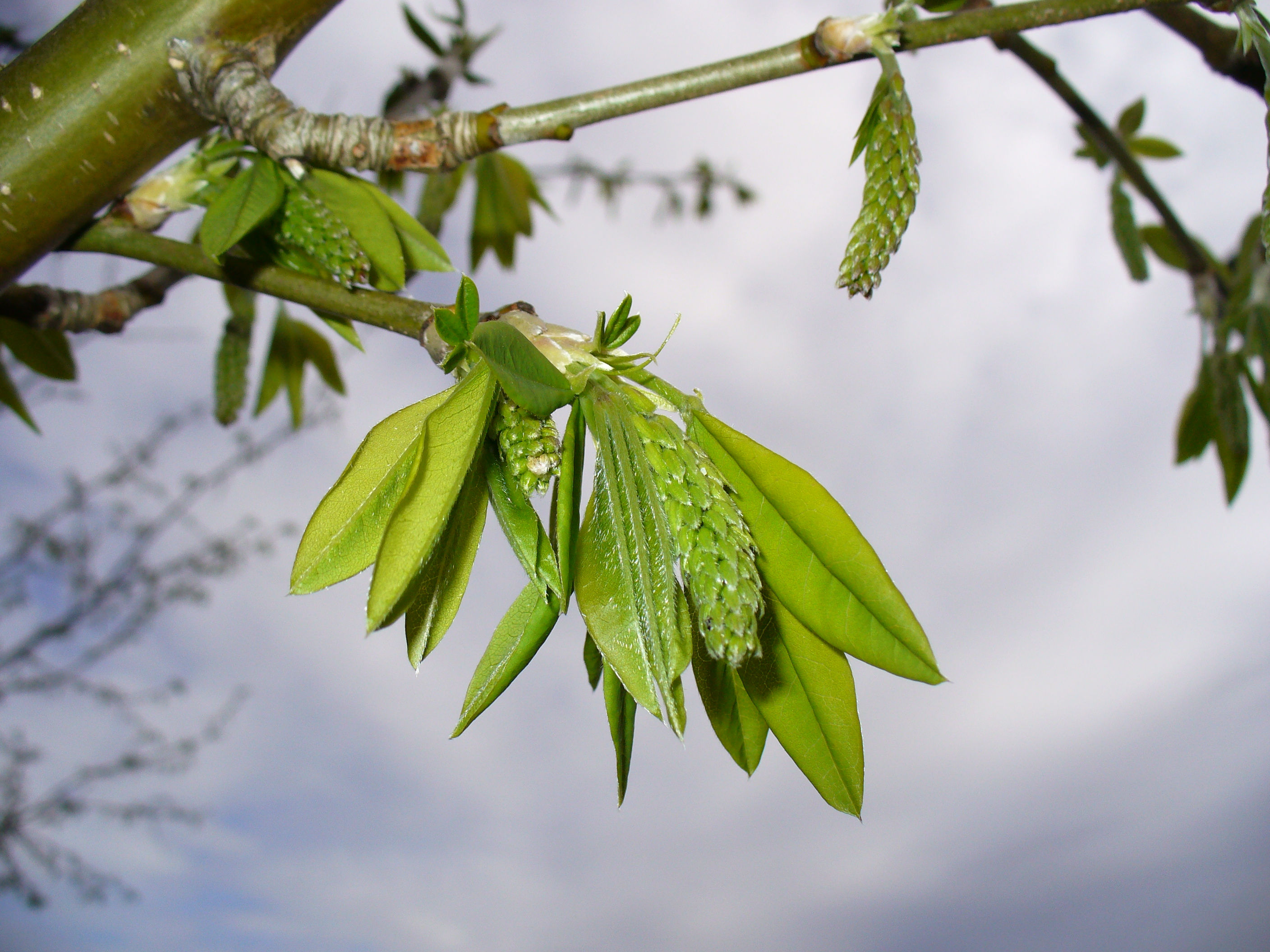
Levelei és bimbói
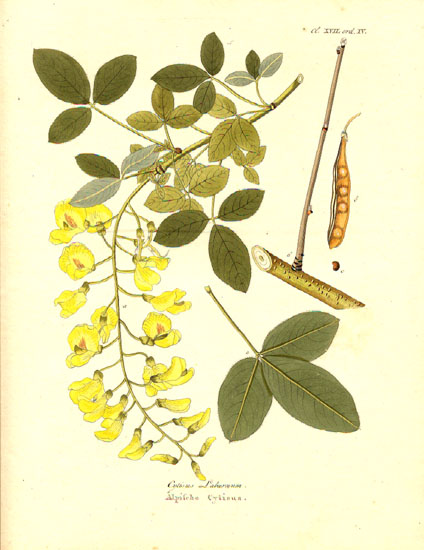
Rajz a virágról, levélről és termésről
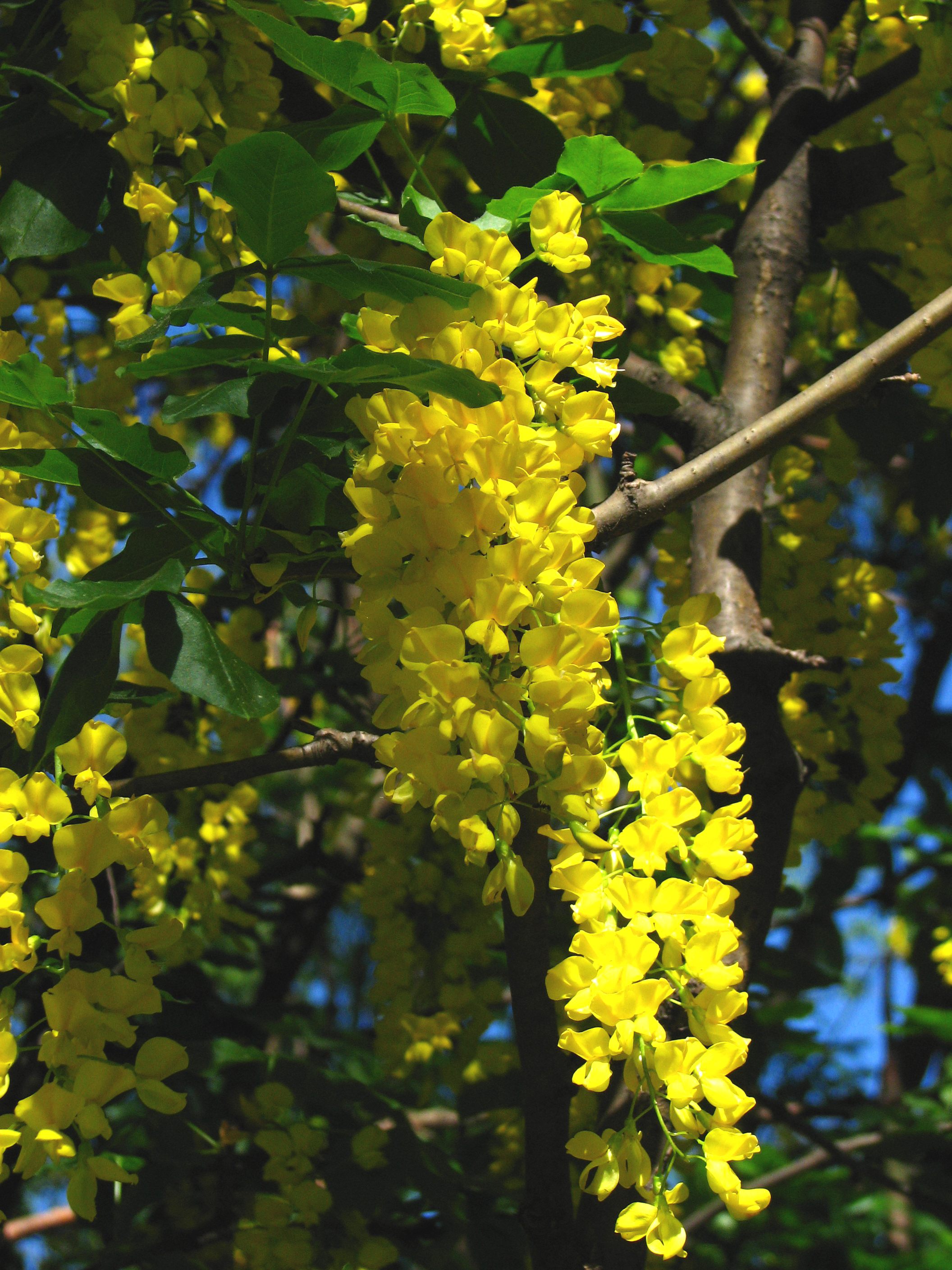
Laburnum × watereri virágok
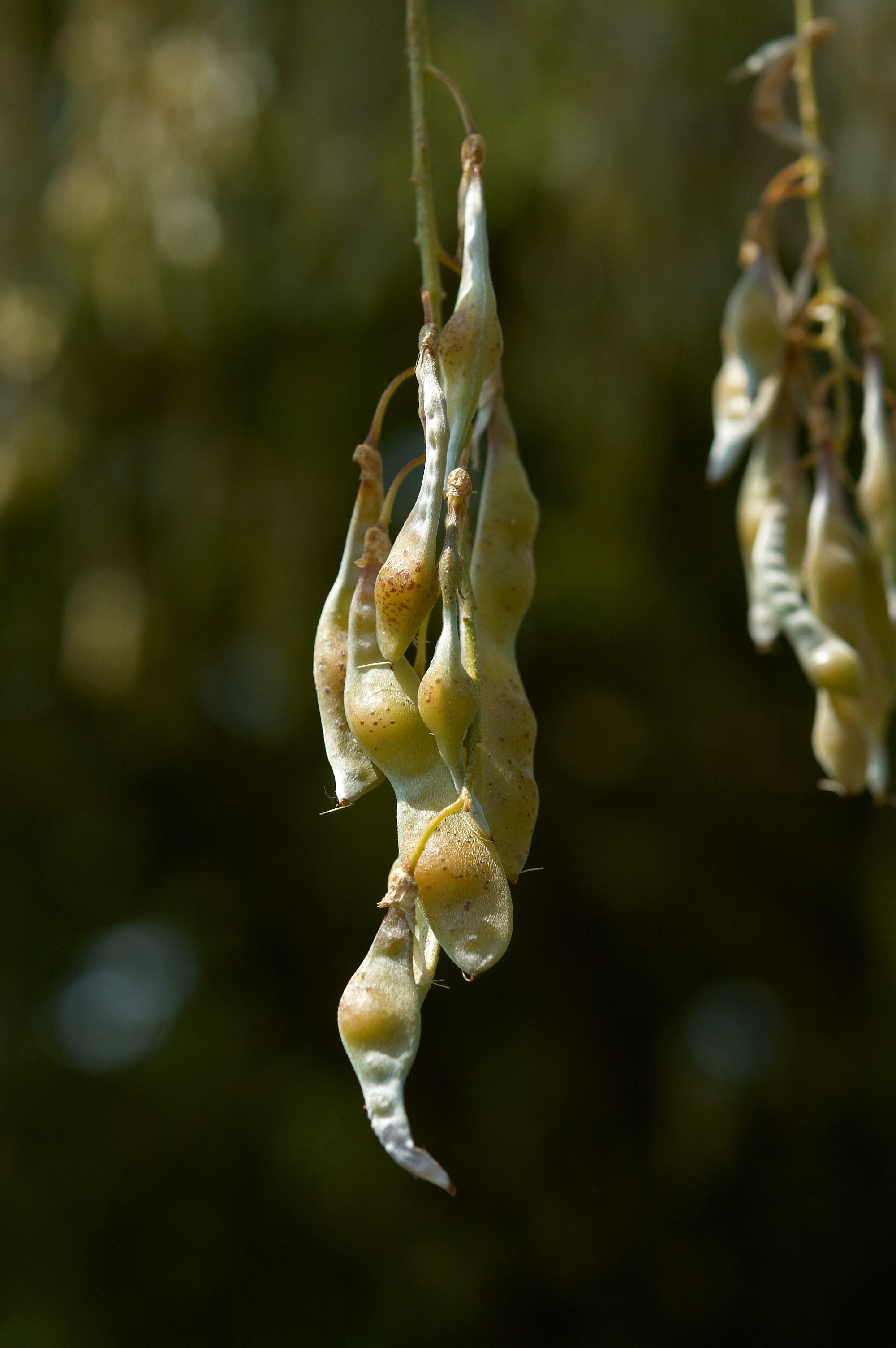
Laburnum × watereri termések